# Gavarra
|  | Aquest article tracta sobre les embarcacions. Vegeu-ne altres significats a «Gavarra (desambiguació)». |

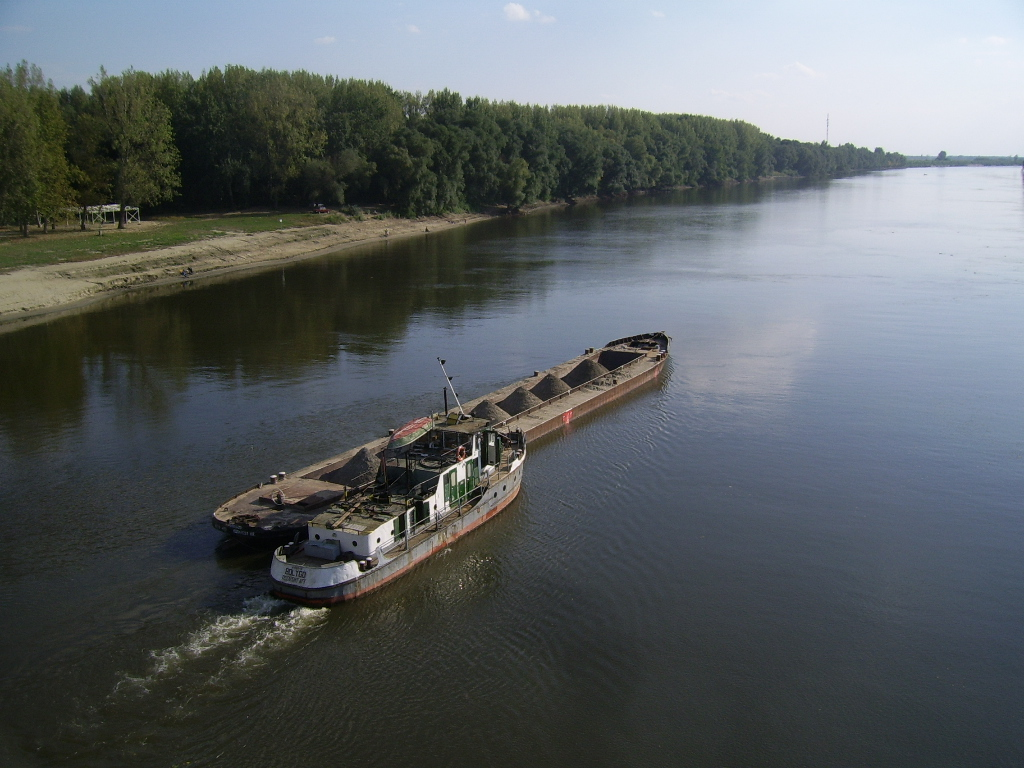
Remolcador amb gavarra al Tisza, Hongria.

Una gavarra és una embarcació robusta de càrrega fluvial utilitzada a rius i canals.

## Particularitats
Una gavarra normal té el fons pla i les bordes paral·leles, essent molt llarga i plana de coberta. Les gavarres s'utilitzen per transportar mercaderies pesants d'un lloc a l'altre a zones d'aigües calmes, com rius, canals i zones portuàries, car no poden resistir la mar moguda.

## Tipus de gavarres
Entre els diversos tipus de gavarres cal mencionar les gavarres sense motor. Una gavarra normal té el fons pla i les bordes paral·leles, essent molt llarga i plana de coberta. Les gavarres s'utilitzen per transportar mercaderies pesants d'un lloc a l'altre a zones d'aigües calmes, com rius, canals i zones portuàries, car no poden resistir la mar moguda.